# 991 (szám)
A 991 (római számmal: CMXCI) egy természetes szám, prímszám.

## A szám a matematikában
A tízes számrendszerbeli 991-es a kettes számrendszerben 1111011111, a nyolcas számrendszerben 1737, a tizenhatos számrendszerben 3DF alakban írható fel.
A 991 páratlan szám, prímszám. Normálalakban a 9,91 · 102 szorzattal írható fel.
Mírp. Pillai-prím.
A 991 négyzete 982 081, köbe 973 242 271, négyzetgyöke 31,48015, köbgyöke 9,96991, reciproka 0,0010091. A 991 egység sugarú kör kerülete 6226,63664 egység, területe 3 085 298,455 területegység; a 991 egység sugarú gömb térfogata 4 076 707 691,6 térfogategység.
A 991 helyen az Euler-függvény helyettesítési értéke 990, a Möbius-függvényé −1.